# Mount Franklin (berg i Australien, Australian Capital Territory)
Mount Franklin är ett berg i Australien. Det ligger i territoriet Australian Capital Territory, i den sydöstra delen av landet, omkring 37 kilometer sydväst om huvudstaden Canberra. Toppen på Mount Franklin är 1 646 meter över havet, eller 166 meter över den omgivande terrängen. Bredden vid basen är 2,8 km.
Trakten runt Mount Franklin är nära nog obefolkad, med mindre än två invånare per kvadratkilometer.. 
I omgivningarna runt Mount Franklin växer i huvudsak städsegrön lövskog. Genomsnittlig årsnederbörd är 1 222 millimeter. Den regnigaste månaden är februari, med i genomsnitt 179 mm nederbörd, och den torraste är maj, med 73 mm nederbörd.